# Открытый чемпионат Австралии по теннису 2013
Открытый чемпионат Австралии по теннису 2013 года — 101-й розыгрыш ежегодного профессионального теннисного турнира серии Большого шлема, проводящегося в австралийском городе Мельбурн на кортах местного спортивного комплекса «Мельбурн Парк». Традиционно выявляются победители соревнования в девяти разрядах: в пяти — у взрослых и четырёх — у старших юниоров. Матчи основных сеток прошли с 14 по 27 января. Соревнование традиционно открывало сезон турниров серии в рамках календарного года.
Прошлогодние победители среди взрослых:
- в мужском одиночном разряде —  Новак Джокович
- в женском одиночном разряде —  Виктория Азаренко
- в мужском парном разряде —  Леандер Паес и  Радек Штепанек
- в женском парном разряде —  Светлана Кузнецова и  Вера Звонарёва
- в смешанном парном разряде —  Бетани Маттек-Сандс и  Хория Текэу

## Соревнования

### Взрослые

#### Мужчины. Одиночный турнир
Новак Джокович обыграл  Энди Маррея со счётом 6-7(2), 7-6(3), 6-3, 6-2.
- Джокович выигрывает 1-й титул в сезоне и 6-й за карьеру на соревнованиях серии.
- Маррей уступает 1-й финал в сезоне и 5-й за карьеру на соревнованиях серии.

#### Женщины. Одиночный турнир
Виктория Азаренко обыграла  Ли На со счётом 4-6, 6-4, 6-3.
- Азаренко выигрывает 1-й титул в сезоне и 2-й за карьеру на соревнованиях серии.
- Ли уступает 1-й финал в сезоне и 2-й за карьеру на соревнованиях серии.

#### Мужчины. Парный турнир
Боб Брайан /  Майк Брайан обыграли  Робина Хасе /  Игоря Сейслинга со счётом 6-3, 6-4.
- братья выигрывают 1-й титул в сезоне и 13-й за карьеру на соревнованиях серии.

#### Женщины. Парный турнир
Сара Эррани /  Роберта Винчи обыграли  Эшли Барти /  Кейси Дельакву со счётом 6-2, 3-6, 6-2.
- Эррани выигрывает свой 1-й титул в сезоне и 3-й за карьеру на соревнованиях сериях.
- Винчи выигрывает свой 1-й титул в сезоне и 3-й за карьеру на соревнованиях сериях.

#### Микст
Ярмила Гайдошова /  Мэттью Эбден обыграли  Луцию Градецкую /  Франтишека Чермака со счётом 6-3, 7-5.
- австралийская мононациональная пара выигрывает турнир впервые с 2005 года.

### Юниоры

#### Юноши. Одиночный турнир
Ник Кирьос обыграл  Танаси Коккинакиса со счётом 7-6(4), 6-3.
- представитель Австралии побеждает на домашнем турнире второй год подряд.

#### Девушки. Одиночный турнир
Ана Конюх обыграла  Катерину Синякову со счётом 6-3, 6-4.
- представительница Хорватии побеждает в Австралии впервые с 1998 года.

#### Юноши. Парный турнир
Джей Андриич /  Брэдли Мозли обыграли  Максимилиана Мартерера /  Лукаса Мидлера со счётом 6-3, 7-6(3).
- мононациональная австралийская пара выигрывает турнир впервые с 2002 года.

#### Девушки. Парный турнир
Ана Конюх /  Кэрол Чжао обыграли  Александру Корашвили /  Барбору Крейчикову со счётом 5-7, 6-4, [10-7].
- Представительница Хорватии выигрывает турнир впервые с 2009 года, Канады — впервые с 2006 года.